# Кійотаке Хіросі
Кійотаке Хіросі (яп. 清武 弘嗣, нар. 12 листопада 1989, Ойта) — японський футболіст, півзахисник клубу «Сересо Осака», а також національної збірної Японії.

## Клубна кар'єра

### «Ойта Трініта»
Народився 12 листопада 1989 року в місті Ойта. Вихованець юнацьких команд футбольних клубів «Катіора» та «Ойта Трініта».
Дебют у професійному футболі відбувся  2008 року
У дорослому футболі дебютував у віці 17 років 9 серпня 2008 року виступами за команду клубу «Ойта Трініта», в тому ж матчі півзахисник забив свій перший гол. Всього за «Ойту» провів два сезони, взявши участь у 31 матчі чемпіонату.

### «Сересо Осака»
Своєю грою за цю команду привернув увагу представників тренерського штабу клубу «Сересо Осака», до складу якого приєднався на початку 2010 року. Відіграв за команду з Осаки наступні два з половиною сезони своєї ігрової кар'єри. Граючи у складі «Сересо Осака» також здебільшого виходив на поле в основному складі команди.

### «Нюрнберг»
До складу клубу «Нюрнберг» приєднався 17 травня 2012 року, підписавши контракт на 4 роки. Зіграв 64 матчі й відзначився 4 голами. У 2014 році Кійотаке перейшов у інший німецький клуб.

### «Ганновер 96»

#### Сезон 2014-2015
Дебютував за «Ганновер 96» у матчі з «Шальке». Перший гол забив у 9 турі чемпіонату в матчі з дортмундською «Боруссією». У матчі з «Гертою» відзначився голом і гольовою передачею. Також на 69 хвилині отримав жовту картку. У наступному матчі віддав гольовий пас. У поєдинку з «Вердером» віддав гольовий пас на Хоселу, що дозволило команді зрівняти рахунок, а через 2 хвилини вивів «Ганновер» уперед, але матч завершився нічиєю. У матчі 24 туру забив гол у ворота мюнхенської «Баварії». А в останньому матчі сезону відзначився голом на 3 хвилині в ворота «Фрайбурга».

#### Сезон 2015-2016
У 6 турі чемпіонату віддав гольовий пас на ворота «Штутгарта». У наступному матчі забив гол на 57 хвилині матчу з Вольфсбургом. Далі віддав гольову передачу в матчі з «Вердером». У матчі з «Гамбургом» забив гол на 59 хвилині й відзначився гольовою передачею на 67. У 12 турі чемпіонату забив гол у ворота «Герти». На 82 хвилині матчу з «Інгольштадтом» зрівняв рахунок забитим голом. У останньому матчі за свій клуб забив переможний гол на 28 хвилині в ворота «Гоффенгайма».

### «Севілья»
У 2016 році перейшов до іспанської «Севільї». Дебютував у матчі Суперкубка УЄФА з мадридським «Реалом». Далі вийшов у стартовому складі на Суперкубок Іспанії проти «Барселони».

## Виступи за збірні
Протягом 2009 року залучався до складу молодіжної збірної Японії. На молодіжному рівні зіграв у 5 офіційних матчах, забив 1 гол.
2012 року захищав кольори олімпійської збірної Японії на Олімпійських іграх 2012 року у Лондоні.
10 серпня 2011 року дебютував в офіційних матчах у складі національної збірної Японії в грі проти збірної Кореї. 
У складі збірної був учасником розіграшу Кубка конфедерацій 2013 року у Бразилії.
Наразі провів у формі головної команди країни 42 матчі, забивши 5 голів.

## Титули і досягнення
- Командні:
  - Володар Кубка Джей-ліги: 2008, 2017
  - Володар Кубка Імператора: 2017
  - Володар Суперкубка Японії: 2018
- Особисті: 
  - у символічній збірній Джей-ліги : 2011